# Schweißperlen
Schweißperlen (auf dem Cover in Versalien SCHWEISSPERLEN) ist das vierte Studioalbum der Klaus Lage Band. Es erschien 1984 bei Musikant/EMI Electrola. Die erfolgreichste Auskopplung ist 1000 und 1 Nacht (Zoom!).

## Entstehung und Veröffentlichung
Das Album wurde in Köln im EMI Studio 2 von Wolf Maahn produziert. Klaus Lage selbst und Toningenieur Rolf Hanekamp waren Co-Produzenten. Martin Engelien spielte Bass, Wolf Simon Schlagzeug, Rolf Klein (alias Rocco Klein) Gitarre. Göran Walger übernahm Keyboards und Hintergrundgesang. Klaus Lage selbst spielte Gitarre und übernahm den Leadgesang. Bernhard Dill ist an der Harmonika zu hören, „Detroit“ Gary Wiggins spielte Saxofon. Den Text zu Zwischen Null und Zero schrieb Rio Reiser. Diether Dehm (teils unter dem Pseudonym N. Heirell, teils unter D.D.) schrieb viele Texte auf dem Album mit.
Als erste Single wurde im Frühsommer 1984 1000 und 1 Nacht (Zoom!) ausgekoppelt, das sich zu einem Hit entwickelte. Aber auch die Folgesingles Wieder zuhaus und Monopoli konnten die Charts erreichen.

## Gestaltung
Das Albumcover zeigt einen leicht verschwitzten Klaus Lage mit einem roten Handtuch über der Schulter, der sich die Sonnenbrille abgenommen hat und mit dieser in der Hand einige Schweißtropfen abzuwischen scheint. Die Fotos stammen von Karl-Heinz Jardner.

## Rezeption
Das Album erreichte in Deutschland Rang drei und war 45 Wochen platziert. Es stieg am 13. August 1984 in die Charts ein und war letztmals am 1. Juli 1985 gelistet. Das Album wurde 1997 mit Platin ausgezeichnet.

## Titelliste
| #  | Titel                    | Autor(en)                                                                     | Produzent(en) | Länge |
| -- | ------------------------ | ----------------------------------------------------------------------------- | ------------- | ----- |
| 1  | Wieder zuhaus            | Klaus Lage, Rolf Klein, N. Heirell                                            |               | 4:16  |
| 2  | Schweißperlen            | Klaus Lage, Göran Walger, N. Heirell, Rolf Klein, Martin Engelien, Wolf Simon |               | 5:23  |
| 3  | Monopoli                 | Klaus Lage, Wolf Maahn, Danny Deutschmark                                     |               | 3:22  |
| 4  | Zwischen Null und Zero   |                                                                               |               | 3:58  |
| 5  | Eins, Zwei, Drei         |                                                                               |               | 2:24  |
| 6  | 1000 und 1 Nacht (Zoom!) | Klaus Lage, Göran Walger, N. Heirell                                          | Wolf Maahn    | 3:23  |
| 7  | Mit Dir                  |                                                                               |               | 3:50  |
| 8  | Aber sonst               |                                                                               |               | 3:43  |
| 9  | Tante Lu                 |                                                                               |               | 4:08  |
| 10 | Ich hab’ dich lieb       | Klaus Lage, Göran Walger, N. Heirell                                          |               | 4:14  |